# Caçulinha
Caçulinha, pseudonimo di Rubens Antônio da Silva (Piracicaba, 15 marzo 1938 – San Paolo, 5 agosto 2024), è stato un musicista, polistrumentista, compositore e personaggio televisivo brasiliano.

## Biografia
Suo padre Mariano e suo zio Caçula furono due chitarristi di eccellente qualità, che formarono la "dupla" Caçula & Mariano.
Caçulinha suonò i suoi primi accordi di chitarra all'età di 8 anni. In seguito divenne anche un virtuoso di pianoforte e fisarmonica. Dopo che il duo formato da suo padre e suo zio si sciolse, iniziò ad esibirsi al fianco del primo, formando la "dupla" Mariano e Caçulinha.
Il suo primo disco da solista uscì nel 1959. Egli registrò in carriera 31 album, spaziando dalla musica country alla bossa nova.
Fu ingaggiato da TV Record nel 1965 per partecipare al programma Fino Trato, presentato da Elis Regina e Jair Rodrigues. Apparve poi in altri show della stessa emittente come Improvisa e Bossaudade. Negli anni '80 prese parte ad alcune trasmissioni di Rede Bandeirantes.
Dal 1989 al 2009 fu ospite fisso nel programma domenicale di Rede Globo Domingão do Faustão, condotto da Fausto Silva. Egli compose anche la sigla della trasmissione. Inoltre tra il 1996 e il 2002 partecipò allo spettacolo comico Sai de Baixo, trasmesso anche questo dal network di Rio. Dopo 19 anni di collaborazione con Fausto Silva, nel 2008 criticò Domingão e il conduttore stesso (nonostante i due fossero amici da decenni, essendosi conosciuti nel 1965), il che gli costò l'allontanamento dal programma. Nel 2014 lasciò definitivamente la Globo. 
Dal 2015 al 2019 lavorò per TV Gazeta, intervenendo al pianoforte nel programma Todo Seu, presentato da Ronnie Von. Fu licenziato dall'emittente nel marzo 2019.
Nel 2021 incise il suo ultimo album, Caçulinha - 60 Anos de Música, registrato dal vivo al Teatro Itália di San Paolo due anni prima con la partecipazione di Sérgio Reis, Agnaldo Rayol, Claudette Soares, Wanderléa, Daniel, Thobias da Vai-Vai, Zé Luiz Mazziotti e altri.
Nel luglio del 2024 venne colto da infarto. Ricoverato in ospedale a San Paolo, morì il 5 agosto successivo all'età di 86 anni. Poco tempo prima di morire si riconciliò con Fausto Silva.